# Mú Carvalho
Maurício Magalhães de Carvalho ou Mú Carvalho (Rio de Janeiro, 8 de junho de 1957) é um compositor, instrumentista, pianista, tecladista (órgão), arranjador e produtor musical do Brasil.
Fundou o grupo A Cor do Som, junto com seu irmão, o baixista Dadi Carvalho. Mu também se dedica a produção musical de filmes e telenovelas no Brasil.

## Carreira
Fundador e membro de A Cor do Som, Mu Carvalho teve seu talento confirmado pelos hits "Sapato Velho" (com Cláudio Nucci e Paulinho Tapajós), “Semente do Amor” (com Moraes Moreira), uma das músicas mais executadas no ano de 1980, "Terra do Nunca" e "Chocolate com Pimenta" com Aldir Blanc, e por composições para as bandas sonoras dos filmes A Dama do Lotação, Os Sete Gatinhos, Navalha na Carne (todos por Neville de Almeida), O Noviço Rebelde, Xuxa e os Duendes 2, Xuxa Popstar (todos por Tizuka Yamazaki) e Sexo, Amor e Traição, de Jorge Fernando e muitos outros.
Seu primeiro álbum solo foi o LP Meu Continente Encontrado (1985), que teve a participação especial de Luiz Eça, Egberto Gismonti, Ze Luiz e produzido por Egberto Gismonti. Como sideman em performances ao vivo e gravações, Mu já trabalhou com artistas como Chico Buarque, Jorge Ben Jor, MPB-4, Alceu Valença, Moraes Moreira, Fernanda Abreu, Legião Urbana, Luiz Caldas, Paulinho Moska, Gabriel O Pensador, Marina Lima e Gilberto Gil. Também como produtor, Mu recebeu o CD 15 diamantes por seu trabalho para a coleção "Passagens Bíblicas", que vendeu mais de 15 milhões de cópias.
Mu estreou na carreira artística aos 16 anos no grupo Semente (com Cláudio Nucci, Cláudio Infante e Zé Luiz). Em 1974, ele se tornou um membro de A Banda do Zé Pretinho, de Jorge Ben Jor. No ano seguinte, o grupo que seria conhecido como A Cor do Som (Mu, seu irmão Dadi, Gustavo, Ary Dias e Armandinho) foi de Moraes Moreira e de apoio da banda gravado seu primeiro álbum. Em 1976,  Mu escreveu Sapato Velho (com Cláudio Nucci / Paulinho Tapajós). A canção se tornou um hit e foi re-gravada por várias vezes, o que confirmou Mu como um compositor. Seu "espírito infantil" foi classificado com o quinto lugar no primeiro Festival Nacional Choro, organizado pela TV Bandeirantes.
Em 1978, Mu tocou com Gilberto Gil no Festival de Jazz de Montreux, Suíça e nos seus shows pela França, Argentina e Brasil.
Em 1990, ele excursionou pelo Brasil com a Legião Urbana, também participando no álbum do grupo, gravado ao vivo, Música para Acampamentos. Mu também produziu o álbum Erasmo Carlos Convida 2, com convidados especiais artistas como Djavan, Marisa Monte, Chico Buarque, Skank, Los Hermanos, Kid Abelha, Zeca Pagodinho, Lulu Santos, Adriana Calcanhotto, Simone, Os Cariocas e Milton Nascimento, lançado em maio de 2007.
Mu trabalha na TV Globo desde 1994, como compositor e produtor musical, fazendo trilhas sonoras de novelas e séries televisivas como Alma Gêmea, Chocolate com Pimenta, Era Uma Vez, Sete Pecados, Um Anjo Caiu do Céu, O Beijo do Vampiro, Três Irmãs e Caras & Bocas.
Em 2021, lançou o álbum autoral Alegrias de quintal.
Em 2022, lança Trem das cores, disco-homenagem a Caetano Veloso.

## Filmografia
- 1978 A Dama do Lotação com A Cor do Som e Caetano Veloso
- 1980 Os Sete Gatinhos com A Cor do Som e Lulu Santos
- 1997 Navalha na Carne (filme)
- 1997 O Noviço Rebelde
- 1999 Xuxa Requebra
- 2000 Xuxa Popstar
- 2002 Xuxa e os Duendes 2 - No caminho das Fadas
- 2003 Didi, o Cupido Trapalhão
- 2004 Sexo, Amor e Traição
- 2004 Didi Quer Ser Criança
- 2004 Um Show de Verão
- 2005 Coisa de Mulher
- 2005 Gaijin - Os Caminhos da Liberdade re-sonorizado para TV
- 2005 Um Lobisomem na Amazônia
- 2006 Didi - O Caçador de Tesouros
- 2006 O Cavaleiro Didi e a Princesa Lili
- 2008 Skeletons In the Desert

## Telenovelas
- 1997 Zazá (produção musical e música original)
- 1998 Era uma Vez...  (produção musical e música original)
- 1998 Meu Bem Querer (produção musical e música original)
- 1999 Vila Madalena (produção musical e música original)
- 2001 Um Anjo Caiu do Céu (produção musical e música original)
- 2001 As Filhas da Mãe (produção musical e música original)
- 2002 Desejos de Mulher (produção musical e música original)
- 2002 O Beijo do Vampiro (produção musical e música original)
- 2003 Chocolate com Pimenta (produção musical e música original)
- 2004 Começar de Novo (produção musical e música original)
- 2005 Alma Gêmea (produção musical e música original)
- 2006 Pé na Jaca (produção musical e música original)
- 2007 Sete Pecados (produção musical e música original)
- 2008 Poeira em Alto Mar (produção musical e música original)
- 2008 Três Irmãs (produção musical e música original)
- 2009 Caras & Bocas (produção musical e música original)
- 2010 Ti Ti Ti (produção musical e música original)
- 2011 Aquele Beijo (produção musical e música original)
- 2012 Guerra dos Sexos (produção musical e música original)
- 2014 Alto Astral (produção musical e música original)
- 2016 Êta Mundo Bom! (produção musical e música original)
- 2017 A Força do Querer (produção musical e música original)
- 2019 Verão 90 (produção musical e música original)
- 2021 Um Lugar ao Sol (produção musical e música original)
- 2025 Êta Mundo Melhor! (produção musical e música original)

## Obras Gravadas
| - "Acenda a Fogueira" - "A Dança dos Camundongos" - "A lua e Parati" - "A Semente Mágica" - "Acalanto de Aninha" (com Paulinho Tapajos) - "A Vida é um Grande Poema" (com Paulinho Tapajós) - "Alto-astral" (com Dadi e Evandro Mesquita) - "Aos Povos da Floresta" (com Paulinho Tapajós) - "Apanhei-te Minimoog" - "Arpoador" (com Dadi, Armandinho, Ari e Gustavo) - "Arrastando" Corrente (com Dadi e Ary Dias) - "As Quatro Fases do Amor" (com Bernardo Vilhena) - "Baile na Roça" - "Bambuluá" (com Dudu Falcão) - "Bilhete pra Armandinho" - "Boa Vibração" - "Bruno e Daniel" - "Caffe Florian" - "Calendário da Mara" (com Paulinho Tapajós) - "Cambalachero" (com Túlio Mourão, Dadi e Ary Dias) - "Canção de Fadas" (com Paulinho Tapajós) - "Chapliniana Z" - "Chocolate Com Pimenta" (com Aldir Blanc) - "Ciclovia" - "Cinema Mudo" - "Coisas do Coração" (com Paulinho Tapajós) - "Contrato Assinado" (com Dudu Falcão) - "Convocação dos super-heróis" (com Paulinho Tapajós) - "Dança Cigana" - "Dança Saci" - "Dança das Fadas" - "De Brincadeira" (com Claudio Nucci e Paulinho Tapajós) - "Ela Vai Ter Que Me Escutar" - "Em Algum Lugar no Futuro" - "Era de Aquarius" - "Escuta Esse Chorinho" - "Espírito Infantil" - "Essa é pra Cor" - "Eternos meninos" (com Paulinho Tapajós) - "Eu Quero é Bem Mais" (com Paulinho Tapajós) - "Eu Sempre Quis Andar de Jeep" (com Evandro Mesquita) - "Falsos Rubis" (com Bernardo Vilhena) - "Fantasia Nordestina" - "Festa na Rua" - "Flor de Alecrim" (com Paulinho Tapajós) - "Frutificar" - "Golpe Certo" (com Carlos Cola) - "Hello, Chick" - "Hotel Guadalupe" - "Intuição" - "Joinville" - "Licor das Bruxas" - "Lua Para Ti" (com Evandro Mesquita) - "Magia Tropical" (com Evandro Mesquita) - "Manha Azul" | - "Meu Continente Encontrado" - "Minha Pequena Princesa" (com Paulinho Tapajós) - "Moleque sacana" (com Rita Lee) - "Navio Negro" (com Marcio Tucunduva) - "No Caminho das Fadas" (com Ana Zingoni e Dudu Falcão) - "O Balão Vai Subir" - "O Beijo do Vampiro" (Tema de Zeca) - "O Boto Desbotado" (com Edmundo Souto e Paulinho Tapajós) - "O Continente Perdido de Mu" - "Odeon Big Band" - "O Despertar dos Mágicos" - "O Elefante Equilibrista" - "O Farol de Anita" - "Olhar de Espiã" (com Evandro Mesquita) - "O que eu quero é bem mais" (com Paulinho Tapajós) - "O Pianista do Cinema Mudo" (com Mu Chebabi) - "O Sanfoneiro Mais Rápido do Oeste" - "O Show Não Tem Final" (com Paulinho Tapajós) - "O Sol da Noite em Les Baux" - "Onde Todos Estão" (com Cazuza) - "Paisagem Carioca" - "Papo de Anjo, Baba de Moça" (com Guilherme Arantes) - "Pela Beira do Mar" (com Marcio Tucunduva) - "Pequena Princesa" (com Paulinho Tapajós) - "Picayune Drive" (com Cecelo Frony) - "Ping-Pong" (c/ Victor Biglione), - "Pique Esconde" (com Armandinho, Dadi e Gustavo) - "Pra Onde Foram Todas as Flores?" - "Primeiro Olhar" (com Abel Silva) - "Quando a Gente Ama Pra Valer" (com Paulinho Tapajós) - "Que Flor é Você?" (com Paulinho Tapajós) - "Reino das Mágico" - "Relógio de Dalí" - "Romântico Demais" (com Paulinho Tapajós) - "Sapato Velho" (com Claudio Nucci e Paulinho Tapajós) - "Saudade, Solidão" (com Luís Caldas e Paulinho Tapajós) - "Saudação a Paz" - "Semente do Amor" (com Moraes Moreira) - "Sem Pudor" (com Paulinho Tapajós) - "Sorria" (com Marcelo Costa Santos) - "Suíte dos Índios" (com Junno Homrich) - "Swingue Menina"(com Moraes Moreira) - "Tagarelo" - "Terra do Nunca" (com Aldir Blanc) - "Tema da Milly" - "Tema das Bruxas" - "Toda a Felicidade pra Você, Gabriel" - "Tudo Que Você Quiser" (com Dadi) - "Uma Tarde ao Cair do Piano" - "Valsa do Amor" - "Veneza" - "Vida Vitória" (com Paulinho Tapajós) - "Voo da Kira" (com Deborah Blando) - "Viver pra Sorrir" (com Armando Macedo) - "Xote da Diretora" (com Paulinho Tapajós) - "Xuxu e Alface" |

## Discografia
| Como artista solista - 1985: Meu Continente Encontrado, Carmo, LP. - 2002: O Pianista do Cinema Mudo, Boogie Woogie Music, CD. - 2005: Óleo Sobre Tela, Café Brasil, CD - 2008: Mú Carvalho Ao Vivo, Café Brasil/Som Livre - 2009: Tres Irmas Música Original Som Livre Como integrante do grupo A Cor do Som - 1977: A Cor do Som, Warner, LP. - 1978: A Cor do Som ao vivo no Montreux International Jazz Festival, Warner, LP. - 1979: Frutificar, Warner, LP. - 1980: Transe total, Warner, LP. - 1981: Mudança de estação, Warner, LP. - 1982: Magia tropical, Warner, LP. - 1983: As quatro fases do amor, Warner, LP. - 1984: Intuição, Warner, LP. - 1985: O som da Cor, Warner, LP. - 1986: Gosto do Prazer, RCA Victor, Lp - 1996: A Cor do Som ao vivo no Circo, MoviePlay, CD. - 2005: A Cor do Som Acústico, Performance/Sony, CD e DVD Como integrante do grupo Tigres de Bengala - 1993 - Tigres de Bengala | Participação em outros projetos - 1975: Moraes Moreira, Som Livre LP - 1977: Cara e Coração (Moraes Moreira), Som Livre, LP e CD - 1978: Gilberto Gil ao Vivo – Montreux Jazz Festival, Elektra/WEA, LP e CD - 1978: O Que Vier Eu Traço (Baby Consuelo), Atlantic/WEA, LP - 1978: Feitiço (Ney Matogrosso), WEA, LP - 1978: Alto Falante (Moraes Moreira), Som Livre, LP - 1979: Ópera do Malandro (Chico Buarque), Polygram, LP e CD - 1979: Pedaço de Mim (Zizi Possi), LP e CD - 1980: Coração Bobo (Alceu Valença), Ariola LP - 1980: Erasmo Carlos Convida, Polydor LP - 1981: Cinco Sentidos (Alceu Valença), Ariola LP - 1988: Muito Obrigado (Luiz Caldas), Polydor LP - 1992: Música Para Acampamento (Legião Urbana), EMI/Odeon, CD - 2002: Reencontro (Luiz Eça tributo), Biscoito Fino CD - 2004: As Quatro Estações - Ao Vivo (Legião Urbana), EMI/Odeon, CD - 2007: Erasmo Carlos Convida vol II |

## DVD
- 2005: A Cor do Som Acústico, Performance, Sony
- 2008: Mú Carvalho Ao Vivo, Café Brasil